# Fennerogalathea
Fennerogalathea is een geslacht van kreeftachtigen uit de klasse van de Malacostraca (hogere kreeftachtigen).

## Soorten
- Fennerogalathea chacei Baba, 1988
- Fennerogalathea chirostyloides Tirmizi & Javed, 1993